# Steven Wilson (beisbolista)
Steven Christopher Wilson (Littleton, Colorado, 24 de agosto de 1994), más conocido como Steven Wilson, es un jugador profesional estadounidense de béisbol que se desempeña en la posición de lanzador en Chicago White Sox, equipo de las Grandes Ligas de Béisbol (MLB).

## Carrera
Wilson hizo su debut en la MLB con el equipo San Diego Padres, en el cual jugó dos temporadas (2022-2023), después pasó a Chicago White Sox, donde lleva jugando una temporada.